# 103 aC
El 103 aC va ser un any del calendari romà prejulià. Durant la República i l'Imperi Romà es coneixia com l'Any del Consolat de Mari i Orestes o també any 651 Ab urbe condita o de la fundació de la ciutat). L'ús del nom «103 aC» per referir-se a aquest any es remunta a l'alta edat mitjana, quan el sistema Anno Domini va ser el mètode de numeració dels anys més comú a Europa.

## Esdeveniments

### Judea
- Alexandre Janeu substitueix al seu germà Aristòbul I, mort per malaltia, com a rei de Judea després de ser alliberat de la presó on era tancat i casar-se, en virtut de la llei jueva, amb la vídua del seu germà Salomé Alexandra.[2]

### República Romana
- Luci Aureli Orestes i Gai Mari són elegits cònsols. Orestes mor durant el seu mandat.[3]

### Sicília
- Luci Licini Lucul, pretor, és enviat pel Senat a Sicília, on es desenvolupava la Segona Guerra Servil dirigida per Atenió i Salvi Trifó. Porta amb ell un exèrcit de 17.000 homes i aconsegueix inicialment una victòria. Trifó s'ha de tancar a la fortalesa de Triocala que Lucul no pot conquerir i es retira de manera ignominiosa.[4]

### Gàl·lia
- Gai Mari fa construir a les seves tropes un canal artificial, avui desaparegut, el Canal de Mari o les Fosses Marianes, entre l'hivern del 103 aC i el 102 aC per poder passar la desembocadura del Roine, perillosa i plena de maresmes.[5][6][7]

### Orient Mitjà
- Alexandre Janeu ataca Ptolemais, que al no rebre ajut de cap dels reis selèucides demana auxili a Ptolemeu IX Làtir que desembarca a Sucamina amb un exèrcit per lluitar contra els jueus però no aconsegueix desembarcar a la mateixa Ptolemais per la vigilància i amenaces del rei egipci Ptolemeu X Alexandre I, encara que ocupa Gaza, Estratonice i Dora.[8]

## Naixements
- Marc Furi Bibàcul, poeta satíric. Segons Jeroni d'Estridó i la Crònica d'Eusebi de Cesarea néix a Cremona.[9]